# Maszewy
Maszewy (niem. Maxkeim) – wieś w Polsce położona w województwie warmińsko-mazurskim, w powiecie bartoszyckim, w gminie Bartoszyce. W latach 1975–1998 miejscowość administracyjnie należała do województwa olsztyńskiego.
W 1889 r. był to majątek ziemski o obszarze 339 ha. W 1939 r. we wsi mieszkały 363 osoby.
W latach 1945–1946 we wsi mieścił się szpital, ewakuowany z Bartoszyc. Szpitalem kierował dr Foethke (pochodzenia kaszubskiego), natomiast starsza pielęgniarka była Mazurka Katarzyna Stryjewska. W latach 1954–1959 Maszewy były siedziba władz gromady Maszewy, po jej zniesieniu wieś należała do gromady Łabędnik. W 1978 r. we wsi funkcjonowało 47 indywidualnych gospodarstw rolnych, uprawiających łącznie 493 ha ziemi (liczone łącznie z Dębianami). W tym czasie we wsi był klub, punkt biblioteczny, sala kinowa na 60 miejsc, sklep wielobranżowy. W 1983 r. we wsi było 37 domów i 196 mieszkańców.